# Kronologija Domovinskog rata: srpanj 1996.

### 1. srpnja
- Biljana Plavšić izjavila da je Karadžić i dalje predsjednik srpskog entiteta i da je ponovno izabran na čelo SDS-a.[1]

### 2. srpnja
- MINISTARSKI odbor Vijeća Europe ponovno odgodio primanje Hrvatske u Vijeće Europe, s porukom da hrvatske vlasti sačekaju da prođu bosanski izbori, pa da će onda zauzeti svoje mjesto u Strasbourgu.[1]

### 3. srpnja
- Na sastanku sa stranim veleposlanicima u Zagrebu, obitelji nestalih, zatočenih i nasilno odvedenih hrvatskih branitelja i civila predale im apel za traženje 2.686 nestalih.[1]
- Belgija neće zadržati svoje vojne postrojbe u hrvatskom Podunavlju ako izgubi zapovjedništvo nad UNTAES-om, koje je zatražila Rusija, izjavio belgijski ministar obrane Poncelet.[1]

### 4. srpnja
- Predsjednik Tuđman uputio predsjedniku Borisu Jeljcinu čestitku u povodu njegova izbora za predsjednika Ruske Federacije.[1]
- Karadžić odlučio da se neće kandidirati za predsjednika srpskog entiteta u BiH.[1]

### 5. srpnja
- Hrvatski premijer Zlatko Mateša u neslužbenom posjetu Londonu, gdje se sastao s predsjednikom Europske banke za obnovu i razvitak (EBOR) Rosierom. Istaknuto da se u projekte u Hrvatskoj uložilo 280 milijuna dolara.[1]

### 6. srpnja
- Skupina od dvadesetak stručnjaka i istražitelja iz Ureda tužitelja Međunarodnog suda za ratne zločine učinjene na tlu bivše Jugoslavije počinje s iskapanjem žrtava iz masovnih grobnica na području Hrvatske i BiH.[1]
- Predsjednik Tuđman na Trećoj konvenciji Hrvatskog svjetskog kongresa na Brijunima istaknuo da se kriza u BiH koristi za stalni pokušaj kompromitacije Hrvatske.[1]

### 7. srpnja
- U Sofiji održan prvi regionalni susret ministara vanjskih poslova balkanskih zemalja od svršetka rata u bivšoj Jugoslaviji. Zajedničku izjavu o dobrosusjedskim odnosima, stabilnosti i suradnji na Balkanu potpisale Bugarska, Grčka, Rumunjska, SRJ, BiH, Turska i Albanija, sudionice susreta.[1]

### 9. srpnja
- Ekstremisti iz islamskih država prisilnim ženidbama dobili državljanstvo u BiH, pišu The Guardian i The Washington Post.[1]

### 10. srpnja
- Šest dana prije zakazanog roka, 15. srpnja, počela obnova u hrvatskom Podunavlju.[1]
- Gradsko izborno povjerenstvo u Mostaru utvrdilo niz nepravilnosti u vezi s mostarskim izborima, a odluku ombudsmana Uprave EU-a Constantina Zeposa, kojom je ukinuto rješenje Povjerenstva da se ponište izbori na glasačkom mjestu u Bonnu zbog 26 glasačkih listića viška od broja glasača, ocijenilo nezakonitom i mimo svake pravne prakse.[1]
- Washington objavio da počinje program uvježbavanja i opremanja snaga Federacije BiH pod američkim vodstvom, jer su ispunjeni uvjeti donošenjem Zakona o obrani Federacije.[1]
- Beogradski mediji otkrivaju svjedoke da su u Oluji prilikom bijega iz Knina srpski tenkovi gazili Srbe.[1]
- U Beogradu potpisan petogodišnji ugovor o transportu sirove nafte Jadranskim naftovodom od Omišlja na Krku do jugoslavenskih rafinerija u Pančevu i Novom Sadu.[1]

### 11. srpnja
- Međunarodni sud pravde u Haagu proglasio svoju pravnu ovlast i prihvatio tužbu za genocid koju je BiH podnijela protiv Srbije.[2]

### 12. srpnja
- Međunarodni kazneni sud (ICTY) izdao uhidbeni nalog za Karadžićem i Mladićem, koji obvezuje sve zemlje da ih uhite, ako se nađu na njihovu teritoriju.[2]
- Britanci se protive da IFOR u Bosni poduzima vojne i policijske akcije za uhićenje ratnih zločinaca, jer bi to bilo rizično za mirovni proces.[2]

### 13. srpnja
- Ministra trgovine SAD-a primio predsjednik Tuđman, a na prigodnoj svečanosti u Predsjedničkim dvorima potpisan ugovor između vlada RH i SAD-a o poticanju i uzajamnoj zaštiti ulaganja.[2]

### 15. srpnja
- EU potvrdio odlazak mostarskog upravitelja Casada i imenovao novog - britanskog generala sir Martina Garroda.[2]
- IFOR privremeno suspendirao sve letove za potrebe Armije BiH, nakon što je otkriveno da se helikopterom bosanske vojske u Goražde umjesto putnika prebacuje oružje.[2]

### 16. srpnja
- Spojen luk novog Masleničkog mosta, koji se počeo graditi početkom 1993., poslije akcije Maslenica, dok su četnici bili na okolnim brdima i iz osvete danomice tukli gradilište.[2]
- Posebni američki izaslanik Richard Holbrooke doputovao u Sarajevo u novu misiju, jer je Amerika nezadovoljna primjenom Daytonskog sporazuma u BiH.[2]

### 19. srpnja
- Započela službena predizborna kampanja za rujanske izbore u BiH.[2]
- Uspio pritisak Holbrookea na Miloševića u Beogradu, Karadžić na Palama potpisao izjavu o povlačenju sa svih političkih aktivnosti odmah i definitivno.[2]

### 20. srpnja
- Na ostavci Karadžića nema potpisa Holbrookea, jer SAD nisu zadovoljne onim što su dobile: naš cilj je da svi optuženi za ratne zločine moraju u Haag, istaknuo američki izaslanik.[2]

### 21. srpnja
- Amerikanac Robert Owen imenovan za trećeg i konačnog arbitra za grad Brčko.[3]
- U Sarajevu izmišljaju novu povijest: znanstvenici Balkanološkog instituta Akademije znanosti i umjetnosti BiH iznose tezu da su Bošnjaci jedan od najstarijih praslavenskih naroda, te da koliko mogu potvrditi antropološka istraživanja, Bošnjaci na prostoru BiH žive već 4.000 godina.[3]

### 22. srpnja
- Noćas u ponoć istekao dvogodišnji mandat Europske unije nad Mostarom.[3]

### 23. srpnja
- Hrvatsku delegaciju u Bilju Srbi napali kamenjem, a UNTAES im nije mogao jamčiti sigurnost.[3]

### 24. srpnja
- Pred zgradom OESC-a u Mostaru održan prosvjedni skup Bugojanaca, koji traže da se razjasni sudbina 26 nestalih Hrvata u Bugojnu.[3]

### 25. srpnja
- Crpilište nafte u Đeletovcima, nakon pet godina, napokon, ponovno pod Ininim nadzorom.[3]
- Europska unija napustit će Mostar 4. kolovoza, ako Hrvati na prihvate izborne rezultate. Stari mandat je istekao, a novi pod nazivom Zajednička akcija nije počeo, jer nije ni potpisan.[3]
- U Bugojnu minirana najveća katolička crkva - Crkva sv. Ante - a od siline eksplozije podrhtavao cijeli grad.[3]

### 27. srpnja
- Izbori u Mostaru nisu bili sasvim regularni, rekao predsjednik Federacija BiH Krešimir Zubak.[3]

### 28. srpnja
- Hrvatska pod jakim međunarodnim pritiskom kako bi utjecala na mostarske Hrvate da prihvate rezultate izbora.[3]

### 29. srpnja
- Srbi u Vukovaru organizirali događanje naroda, s porukom cijelom svijetu, Zagrebu i Beogradu: Nećemo nikada prihvatiti hrvatsku vlast.[3]

### 30. srpnja
- Predsjednik hrvatske Vlade mr. Zlatko Mateša uputio pismo prijelaznom upravitelju Kleinu, te od njega zatražio da se izbori u hrvatskom Podunavlju održe u prosincu o.g.[3]
- Iz Sarajeva otputovao dosadašnji zapovjednik IFOR-a Leighton Smith, kojeg će zamijeniti američki admiral Joseph Lopez.[3]
- Hrvatski ministar vanjskih poslova dr. Mate Granić u posjetu svom talijanskim kolegi Lambertu Diniju. Italija smatra Hrvatsku srednjoeuropskom i mediteranskom zemljom, naglasio Dini.[3]

### 31. srpnja
- Vijeće obrane i nacionalne sigurnosti, pod predsjedanjem predsjednika Tuđmana, poduprlo transformaciju HR Herceg-Bosne u političku zajednicu hrvatskog naroda.[3]
- Nakon razgovora s predsjednikom Tuđmanom, potpredsjednik Federacije BiH Ejup Ganić rekao novinarima da je došao u Zagreb zatražiti ukidanje Herceg-Bosne.[3]